# Hamady N’Diaye
Hamady Barro N'Diaye (ur. 12 stycznia 1987 w Dakarze) – senegalski koszykarz występujący na pozycji środkowego, reprezentant kraju, obecnie zawodnik Élan Béarnais Pau-Lacq-Orthez.
Przez lata występował w letniej lidze NBA. Reprezentował Washington Wizards (2010), Indianę Pacers (2012), Charlotte Hornets (2012), Dallas Mavericks (2013).
3 lipca 2021 dołączył do francuskiego Élan Béarnais Pau-Lacq-Orthez.

## Osiągnięcia
Stan na 3 lipca 2021, na podstawie, o ile nie zaznaczono inaczej.
NCAA
- Uczestnik turnieju Portsmouth Invitational Tournament (2010)
- Obrońca roku konferencji Big East (2010)[6]
- Lider Big East w blokach (4,5 – 2010)

Drużynowe
- Mistrz II ligi chińskiej NBL (2012, 2014)
- Wicemistrz FIBA Europe Cup (2018)
- Uczestnik rozgrywek Liga Mistrzów FIBA (2017/2018)

Indywidualne
- Lider w blokach ligi:
  - hiszpańskiej (2017)
  - włoskiej (2018, 2019)
  - chińskiej:
    - CBA (2013)
    - NBL (2012, 2014)

  - izraelskiej (2016)

Reprezentacja
- Brązowy medalista mistrzostw Afryki (2013, 2017)
- Uczestnik:
  - mistrzostw świata (2014 – 16. miejsce, 2019 – 30. miejsce)
  - kwalifikacji:
    - olimpijskich (2016 – 6. miejsce)
    - afrykańskich do mistrzostw świata (2017 – 2. miejsce)